# Crantock
Crantock (Lanngorrow in lingua cornica) è un villaggio e parrocchia civile dell'Inghilterra, appartenente alla contea della Cornovaglia.